# كاتسورا هوشينو
كاتسورا هوشينو (星野 桂 Hoshino Katsura، born April 21, 1980) وُلدت في نيسان عام 1980، رسامة مانجا من محافظة شيغا اليابانية، ظهورها الأوّل كمؤلفةٍ للمانجا (مانجاكا) كان في يوليو عام 2003 حيثُ قامت بنشر أول مانجا لها تحت عنوان، دي جراي مان. 
تمّ اقتباس (عرض) سلسلة دي جراي مان على أشكالٍ عدّة بما في ذلك سلسلتيّ أنِمي و3 روايات (لايت نوفل) وهذا ما وضعه في قائمة أكثر 50 مانجا يابانية مبيعًا في عام 2008، والسلسلة من أكثر السلسلات مبيعًا في الشونين مانجا الأسبوعية بالإضافة على أنّه حاز على اهتمام في أمريكا الشمالية وكل من المانجا والأنمي يملكان ترخيص عرضهما باللغة الإنجليزية أمّا اللغة العربية لم تحصل على ترخيصٍ قانوني بعد لعرضها، بالإضافة إلى أن المانجا الخاصة بدي جراي مان قد نالت على استحسان قراء المانجا في فرنسا وَقد حازت على جائزة أفضل مانجا في عام 2006 الذي نظمته شركة أنمي لاند (أرض الأنِمي)، كما حازت على جائزة Webotaku's للمانجا عام 2006.

## روابط خارجية
- كاتسورا هوشينو على موقع IMDb (الإنجليزية)
- كاتسورا هوشينو على موقع ألو سيني (الفرنسية)
- كاتسورا هوشينو على موقع ميوزك برينز (الإنجليزية)
- كاتسورا هوشينو على موقع كينوبويسك (الروسية)
- كاتسورا هوشينو على موقع ANN person (الإنجليزية)